# بطولة تونس للكرة الطائرة للرجال 1990-1991
بطولة تونس للكرة الطائرة للرجال 1990-1991 هو الموسم رقم 36 من بطولة تونس للكرة الطائرة للرجال.

فاز بهذا الموسم النادي الأفريقي.

## روابط خارجية
- الموقع الرسمي للجامعة التونسية للكرة الطائرة.